# ハリスバーグ駅
ハリスバーグ駅（英語：Harrisburg Station）は、ペンシルベニア州ハリスバーグ4番街およびチェスナット・ストリーツにある駅 。当駅はフィラデルフィアから続いてきた電化区間の西端となっている。

## 利用可能な鉄道路線／列車
アムトラックキーストン回廊ハリスバーグ駅に停車する列車は下記の通り。
ピッツバーグとニューヨーク間の昼行長距離列車ペンシルベニアン号…1日1往復停車
ハリスバーグとニューヨーク間の昼行中距離列車キーストン・サービス号…1日13往復発着
フィラデルフィアよりハリスバーグに至る区間はキーストン・サービス号により高速かつ高頻度に列車が運行されており、キーストン・サービス号は当駅が終着駅となっている。

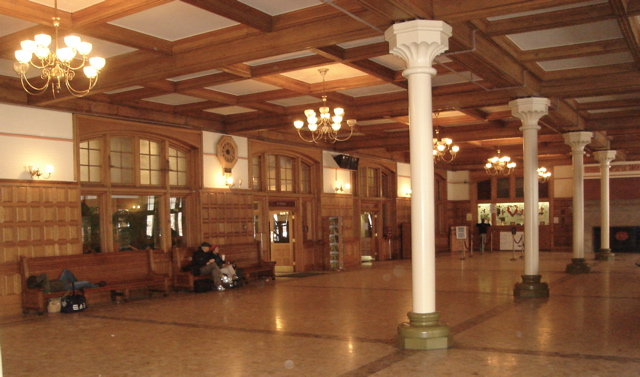
駅待合室 2007年2月